# Družinsko podjetništvo
Družinsko podjetništvo združuje tako I) družino, ki jo smatramo kot skupino ljudi, v kateri se rodimo, odrastemo, ki skrbi in nas varuje, kot II)podjetje, ki ga prav tako pojmujemo kot skupino ljudi oziroma kolektiv, ki jih povezuje interes do dela, s katerim si zaposleni, zagotovijo možnost za preživetje oziroma ustrezne življenjske pogoje.  Tako iz dveh skupin dobimo samo eno, v kateri se prepletajo poslovni in družinski odnosi. Kot povsod najdemo tudi tu prednosti in slabosti.

## Definicija družinskega podjetništva
Definicije družinskega  podjetništva so  lahko različne:
- V družinskem podjetju so zaposleni večino družinski člani. Ta definicija velja, ko imamo v mislih manjša podjetja.
- V družinskem podjetju glavne funkcije funkcije zasedajo družinski člani [1].  Podana definicija pa bolje pokriva družinsko podjetništvo v večjih podjetjih . V podjetju z 200 zaposlenimi so verjetno težko večinoma samo družinski člani [2].

## Razlikovanje od običajnih organizacij
Imamo tri dimenzije po katerih družinsko podjetništvo ločimo od običajnih organizacij. Te dimenzije se še naprej  delijo. Z različnimi kombinacijami le teh lahko natančneje razlikujemo tako  podoblike družinskih podjetij med seboj, kot tudi družinsko podjetništvo od običajnih organizacij. Te tri opredeljujoče lastnosti družinskih podjetji so :
- lastništvo
- vpletenost družinskih članov
- pripravljenost na prehod iz generacije v generacijo

## Prednosti in slabosti družinskih podjetij

### Prednosti družinskih podjetij

#### Predanosti poslu in družini
Družinski podjetniki so osebe, ki so pogosto čustveno navezani na podjetje, posel, saj ga gradijo in se z njim ukvarjajo skozi celotno življenje.  Tako tudi naslednje generacije čutijo potrebo, da bi uspešno vodile organizacijo. Ravno zaradi tega so pripravljene vložiti veliko več energije, kot bi jo sicer in imajo drugače odnos do dela.  Tak odnos do dela pa širijo tudi na nedružinske uslužbence. Posledično so tudi ti višje motivirani in  storilnostno naravnani, kar pa prinese veliko prednost pred podjetji. 

#### Posebno znanje
Posebno znanje  je lastnost, ki družinsko podjetje lahko loči od običajnih. Za primer lahko vzamemo stare skrivnostne recepte, ki se prenašajo iz roda v rod  in tako ne postanejo obče znana.  Takšno in podobna znanja lahko predstavljajo konkurenčno prednost. 

#### Prilagodljivost v času, delu in denarju
Prilagodljivost družinskih članov se kaže v delu in času, kajti po navadi so le ti pripravljeni delati toliko časa in v tolikšni meri, da je delo dokončano.  Po opravljenem delu običajno sledi plačilo, vendar pa se v primeru, da to ni finančno optimalno za podjetje, pokaže fleksibilnost v denarju. Družinski člani počakajo s plačilom do primernega trenutka.  Ravno zmožnost prilagajanja pa je pomembno tudi pri premagovanju izzivov, ki jih ponuja tržišče .

#### Razmišljanje na dolgi rok
Družinska podjetja imajo zelo dobro začrtane oziroma izdelane smernice delovanja, s pomočjo katerih bodo prišli do želenega cilja. Ravno to jim pomaga, da ga dosežejo hitreje in z večjo gotovostjo, kajti točno vedo, v katero smer morajo usmeriti svoje delovanje .

#### Stabilna struktura
V sredini podjetja je ustanovitelj družinskega podjetništva. Obdajajo pa ga po navadi številni zvesti uslužbenci, ki so tu zaposleni že vrsto let.  Struktura takšnega podjetja je zelo stabilna, kar pomeni, da so odnosi,  poslovna etika, sistem poslovanja znotraj podjetja jasna.  Po eni starani je to lastnost, ki je lahko prednost, a se morajo vsi zaposleni zavedati, da se lahko  stabilna struktura preobrne tudi v pretirano rigidnost, kar pa postavi dodatno oviro pred podjetje .

#### Hitro sprejemanje odločitev
Na vrhu družinskega podjetništva je velikokrat en sam človek (ustanovitelj), največ dva. Za sprejemanje odločitev je tako potrebno pridobiti soglasje majhnega števila ljudi, kar pomeni, da se začetni, a ključni del, sprejemanj odločitev pospeši in se hitreje začne ukvarjati z nadaljnjim delom .  Hitrost poslovanja je v današnjem svetu temeljna lastnost uspešnih podjetij. 

### Slabosti družinskih podjetij

#### Rigidnost (togost)
Ustaljeni, stabilni odnosi, struktura, način poslovanja lahko s prenašanjem iz generacije v generacijo postanejo zastareli, manj produktivni. Mlajše generacije pa se sprememb bojijo, kajti ne želijo spreminjati sistema, ki je do sedaj uspešno deloval. Tako se ujamejo v krog, ki ovira poslovno pot in uspešnost .

#### Nasledstvo
Izbira naslednika je  težje v družinskem podjetništvu. Navadno se mora dosedanji direktor odločiti med svojimi otroki. Kljub temu, da je do sedaj lahko vedno upošteval enakost, se mora v takšnih trenutkih odločiti in nekomu dati prednost . Pojavijo se lahko rivalstva, ki niso izključno poslovna ampak se pridružujejo tudi družinske, čustvene teme.

#### Vodstvo in legitimnost
Ko  pride do spremembe na področju vodilnega kadra, pride do sprememb v celotnem podjetju. Pojavi se nov način vodenja, dela, kar s seboj prinese večje ali manjše pretrese, s katerimi se soočajo uslužbenci. V družinskem podjetju pa so možnosti, da v takšni situaciji pride do konfliktov še večje, kajti lahko se pojavi rivalstvo. Zgodi pa se lahko tudi ravno obratno. Ob prehodu na mlajšo generacijo ni prave osebe, ki bi prevzela vodstveno vlogo (npr. imamo dva brata, ki sta podedovala enaka deleža v podjetju in imata enako mero formalne moči).	
V spodnji tabeli so naštete prednosti in slabosti družinskega podjetništva. 

Tabela 1. Prednosti in slabosti družinskih podjetij
| Prednosti                             | Slabosti               |
| ------------------------------------- | ---------------------- |
| Predanost poslu in družini            | Rigidnost              |
| Veliko znanje                         | Nasledstvo             |
| Fleksibilnost v času, delu in denarju | Vodstvo in legitimnost |
| Razmišljanje na dolgi rok             |                        |
| Stabilna kultura                      |                        |
| Hitro sprejemanje odločitev           |                        |

## Poslovni in družinski odnosi
V družinskem podjetništvu najdemo prepletanje dveh vrst odnosov. Na eni strani so vključeni družinski, na drugi pa poslovni odnosi. Podjetje najbolje oziroma optimalno deluje, ko je prekrivanje obeh sistemov v mejah normale (slika 1a).  Če pa je prekrivanje preveliko, pa lahko to postane ključno za neuspešno poslovanje (slika 1b).
Naštejemo lahko več razlogov zakaj je temu tako :
- Potomci ustanoviteljev družinskega podjetja so sprejeti na določeno delovno mesto, kljub temu, da zanj niso primerno izobraženi in usposobljeni. Če ravno ni delovnega mesta, ki bi ga lahko otroci zasedli pa se tako mesto za njih ustvari. Posledično je podjetje preobremenjeno z družinskimi člani.
- Sprejemanje odločitev v podjetju je skladno z družinskimi interesi in politiko.
- Zaradi sorodniških vezi so plače dosti višje, kot bi bile sicer glede na dejansko izobrazbo, prispevek k uspešnosti podjetja, posla.  Zgodi pa se lahko tudi ravno obratno.  Ob slednjem velja prepričanje, da so sorodniki dolžni pomagati v družinskem podjetju.
- Rivalstvo, ki izvira iz otroštva, zaporedja rojstev otrok in se nanaša na družinski sistem, se lahko prenese tudi v poslovni sistem, kjer dobi še večjo razsežnost, uničujočo za poslovanje. To potrjuje tudi teorija družinskih sistemov, ki pravi, da je vzorec obnašanja med posameznimi družinskimi člani enak v različnih situacijah in dogodkih [2]. Problem nastane torej kadar je tisto, kar je v enem krogu običajno, na drugem mestu, v drugačni situaciji spravlja določeno osebo v neenakovreden, neroden položaj.
- Težave se lahko pojavijo, če je za delo v družinskem podjetju zainteresiran samo eden od otrok, kajti ostali so tudi solastniki, kar pa prinaša zaplete pri odločanju in pri delitvi dobička. Tako je v takšne primeru optimalna rešitev odkup deležev.

Družinsko podjetje je torej kombinacija dveh sistemov.  Poslovni in družinski sistem sta si med seboj različna in lahko delujeta skupaj le z določeno mero kompromisa  . Zato je potrebno veliko sposobnosti ključnih, vodilnih ljudi ( v družini in podjetju), da ga dosežejo. Vendar, ko je kompromis vzpostavljen omogoča družinskemu podjetju uspešno poslovanje, kar prikazuje tudi slika zgoraj (Slika 1a).

## Primeri družinskih podjetij
Spodaj je navedenih nekaj primerov uspešnih družinskih podjetij :
- Harley-Davidson,
- BMW,
- Lego,
- Guinnes,
- Benetton,
- Mercedez-Benz,
- Toyota,
- Samsung

## Družinsko podjetništvo v Sloveniji
Slovenija je zelo mlada država, zato družinska podjetja še nimajo izdelanega položaja v družbi. V večini podjetjih te vrste še ni prišlo do prenosa lastništva in vodenja na mlajše generacije. Med tistimi, ki pa so to že storili pa so podjetja, ki  so razmeroma majhna in se večinoma uvrščajo v skupino mikropodjetij (npr. Kosič, Tera,  Žiher, Rikot itd.). O razvoju tega področja priča tudi prva organizirana konferenca na to temo. Odvijala se je 13. junija 2013 in je poskušala odgovoriti na naslednja vprašanja: 
- Kako ustrezno razmejiti odnos med dvema svetovoma- družinskim in poslovnim
- Kako usposobiti naslednike za uspešne vodje vašega družinskega podjetja.
- Kako poskrbeti za  dobro financiranje in rast podjetja
- Kako prenesti lastništvo družinskega podjetja na novo generacijo